# Лејкланд Норт (Вашингтон)
Лејкланд Норт (енгл. Lakeland North) насељено је место без административног статуса у америчкој савезној држави Вашингтон.

## Демографија
По попису из 2010. године број становника је 12.942, што је 2.143 (-14,2%) становника мање него 2000. године.
| Група             | 2000.          | 2010.         |
| Белци             | 12.224 (81,0%) | 8.285 (64,0%) |
| Афроамериканци    | 514 (3,4%)     | 734 (5,7%)    |
| Азијати           | 1.048 (6,9%)   | 1.675 (12,9%) |
| Хиспаноамериканци | 537 (3,6%)     | 1.439 (11,1%) |
| Укупно            | 15.085         | 12.942        |